# Glyptique

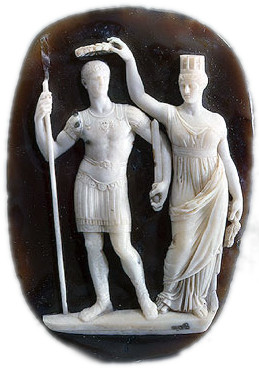
Camée antique. L'empereur romain Constantin est couronné par la déesse Constantinopolis.

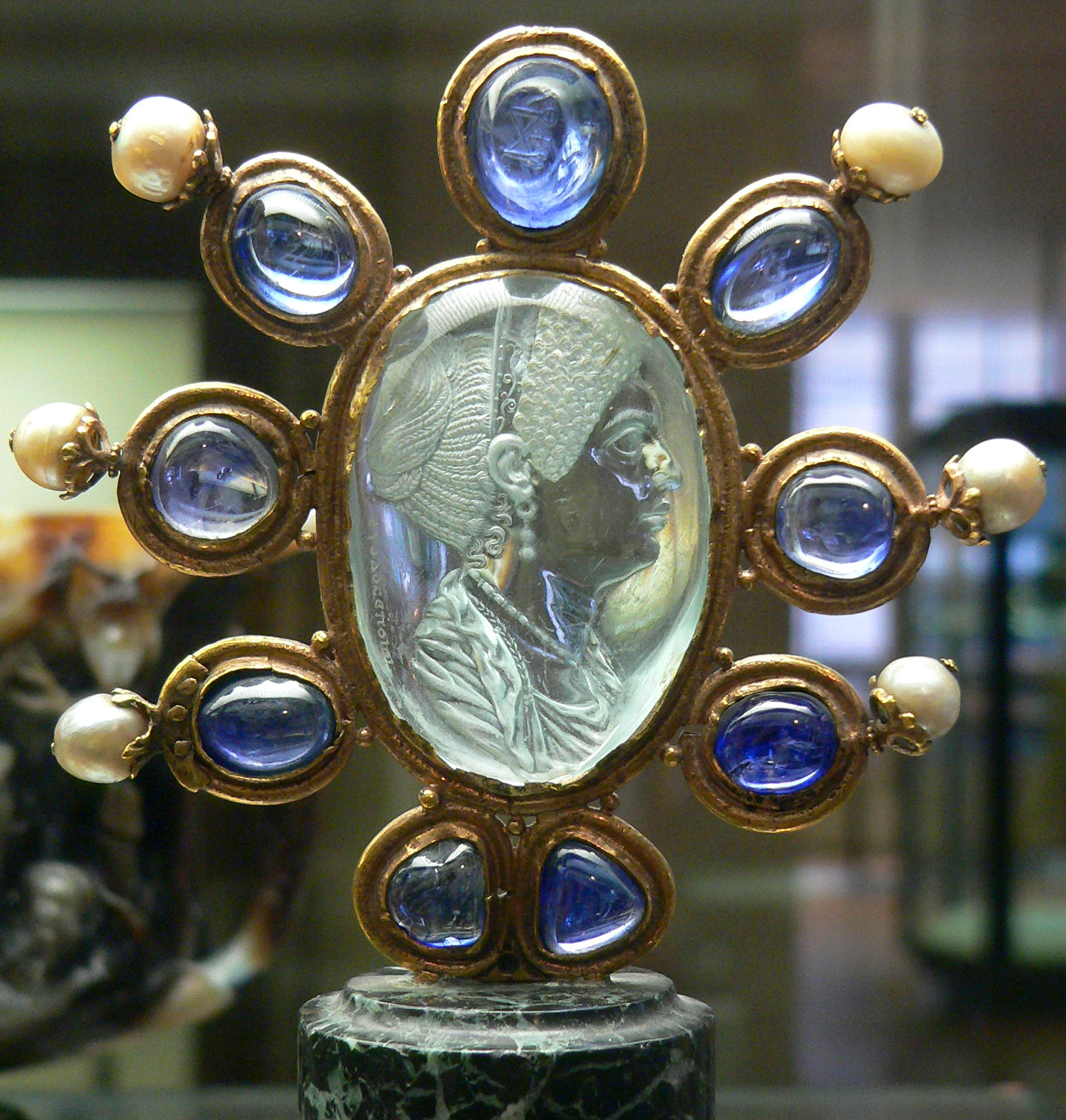
Intaille représentant Julia Titi, fille de Titus, œuvre d'Euodos (graveur). Réutilisé dans un décor d'époque carolingienne.

La glyptique (du grec ancien γλυπτός / glyptós, « objet gravé ») est l'art de la gravure des pierres fines, comprenant la taille, et de la sculpture en creux (intaille) ou en relief (camée). Elle exprime le plus souvent des sujets tirés de la mythologie, des religions ou de thèmes culturels ou symboliques.
Ce terme est souvent employé pour désigner l'art de tailler les sceaux-cylindres en Mésopotamie.
Le savoir-faire de la glyptique est reconnu en France par son inscription à l'Inventaire du patrimoine culturel immatériel.

## Histoire
La glyptique est un savoir-faire très ancien. Des sceaux cylindriques gravés datés de 5000 ans av. J-C. ont été retrouvés en basse Mésopotamie dans la région de Sumer. Durant l'Antiquité, la glyptique se développe, en particulier en Égypte, grâce aux traditionnelles amulettes gravées en pierres précieuses.
La fonction première de ces objets gravés est utilitaire (sceaux, etc.). Ils ne prennent la fonction d’œuvre d'art que beaucoup plus tard.

## À l'époque romaine
Après la conquête de la Grèce au IIe siècle av. J.-C., des intailles et camées hellénistiques arrivent à Rome et commencent à être collectionnés par de riches hellénophiles. Au Ier siècle av. J.-C. apparaissent les premiers objets produits pour des Romains, sans doute ouvragés par des artistes grecs.
La maison julio-claudienne réalise de grands camées impériaux (Grand Camée de France, Gemma Augustea...)  et de nombreux portraits d'une immense qualité pour développer une propagande et asseoir son hégémonie.
Au Ier siècle de notre ère, la production de petites intailles explose, surtout en agate, agate rubanée, améthyste, calcédoine, cornaline, cristal de roche, grenat, hématite, jaspe (rouge, jaune, sanguin...), lapis-lazuli, niccolo, onyx, plasma, prase, sardonyx. La cornaline est la plus fréquente et provenait du Deccan, ce qui explique la découverte d'intailles romaines sur la côte ouest de l'Inde (Arikamedu). Des intailles et camées en verre ont aussi été fabriqués, à moindre coût,.
Les intailles se répandent durant les premiers siècles de notre ère, souvent montées en bague, pouvant servir de matrice de sceau, comme Octave-Auguste qui signe ses documents par l'anneau qu'il a hérité de César. Objets précieux, les intailles et camées sont thésaurisés et ont pu être trouvés dans des dépôts avec des monnaies. Leur style se fait alors plus simple et les compositions moins ambitieuses (figure seule, animaux, objets ou symboles).
Du IIe au IVe siècle circulent de nombreuses intailles magico-religieuses, gravées de figures plus ou moins gnostiques, empruntant à la religion gréco-romaine traditionnelle, à la religion égyptienne, aux traditions juives et chrétiennes bibliques, à l'Orient, utilisées à des fins médicales ou prophylactiques,.
Les pierres sont taillées par abrasion. Une tige (ou « broche ») en fer recuit ou en cuivre use et creuse la surface par une rapide rotation entraînant une poudre abrasive (pierre de Naxos, grès voire poudre de diamant). Le mouvement était obtenu par un archet ou une drille à pompe. Le travail était très long et se terminait par un polissage qui faisait disparaître les traces de gravure pour un rendu plus « naturel », avec des broches douces, de plomb, d'étain, voire de buis, avec un abrasif doux. Des auteurs ont avancé une durée de 5 ans pour la réalisation du grand camée de Vienne, la Gemma Augustea.
Des lentilles convexes en cristal de roche auraient pu être utilisées comme loupe, mais essentiellement pour contrôler le fini. Des globes de verre remplis d'eau pourraient avoir eu la même fonction.
Les graveurs étaient de statuts très différents : Dioskourides, qui a travaillé pour Auguste, ou Euodos ont pu signer leurs œuvres, ce qui est très rare dans l'Antiquité, mais Campanus, de Pompéi, était esclave.

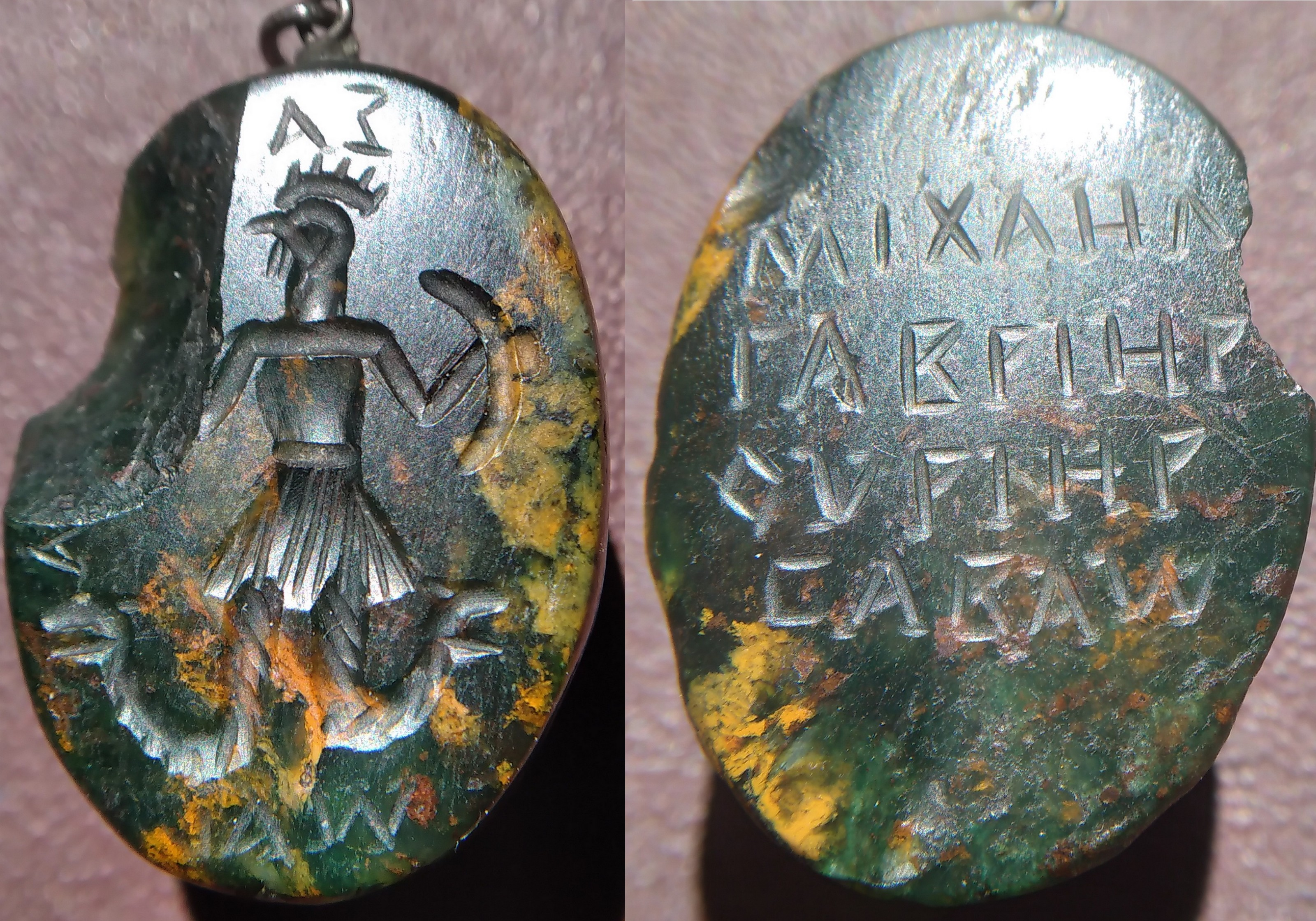
Intaille magico-religieuse de jaspe sanguin figurant un Abraxas anguipède alectrocéphale
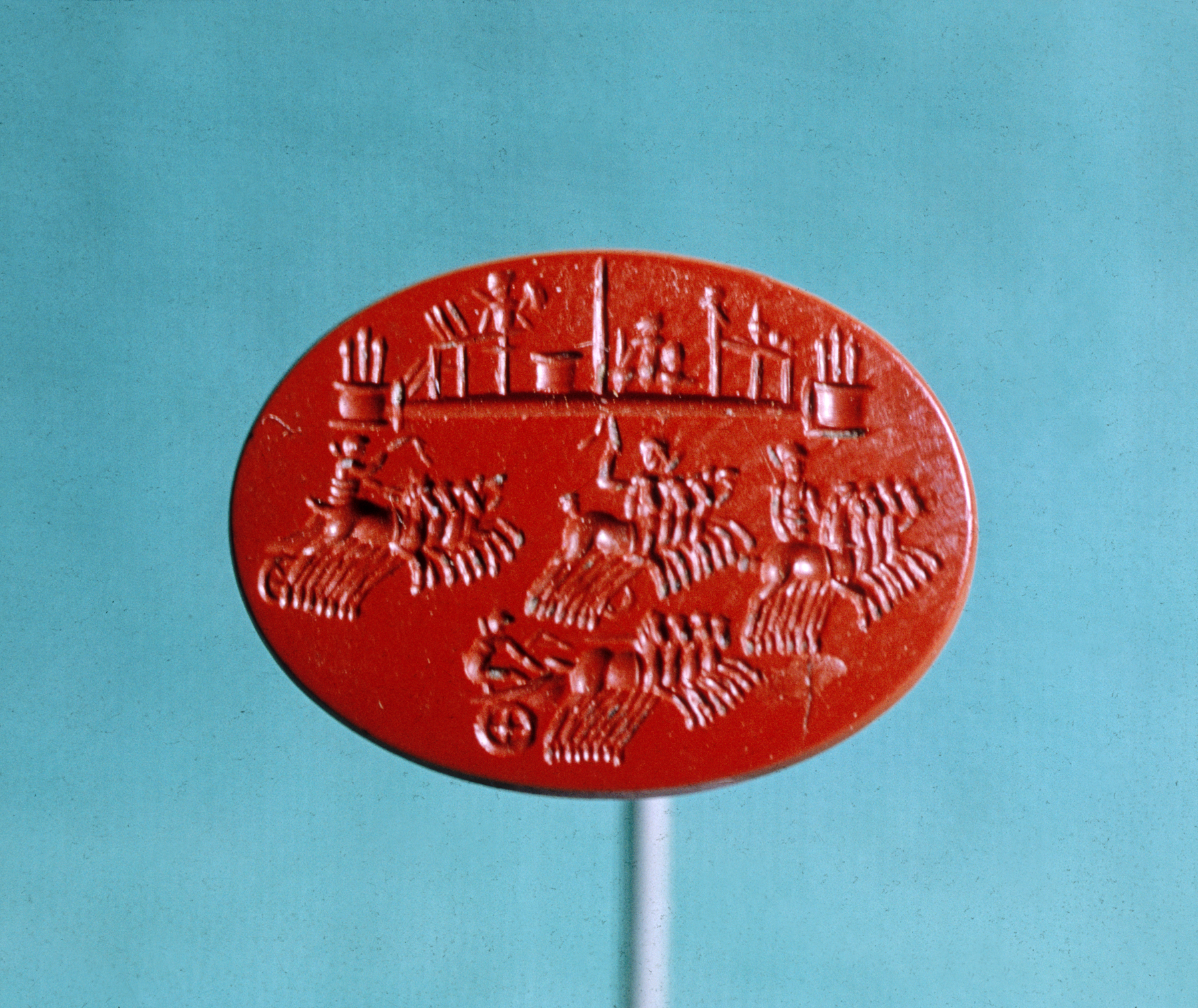
Intaille de jaspe rouge figurant une course de chars
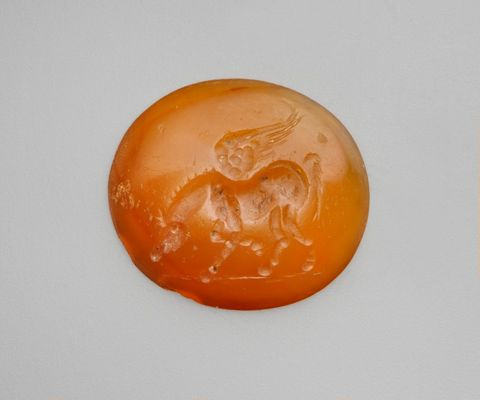
Intaille de cornaline figurant Pégase paissant
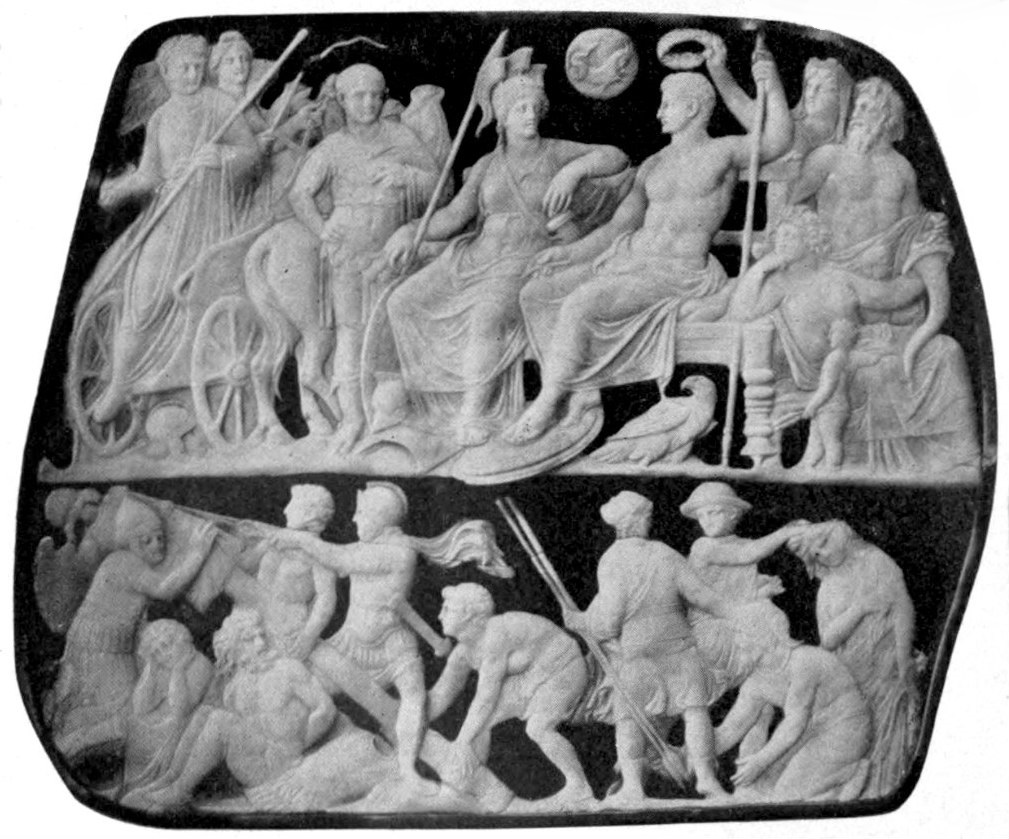
Gemma Augustea (camée)
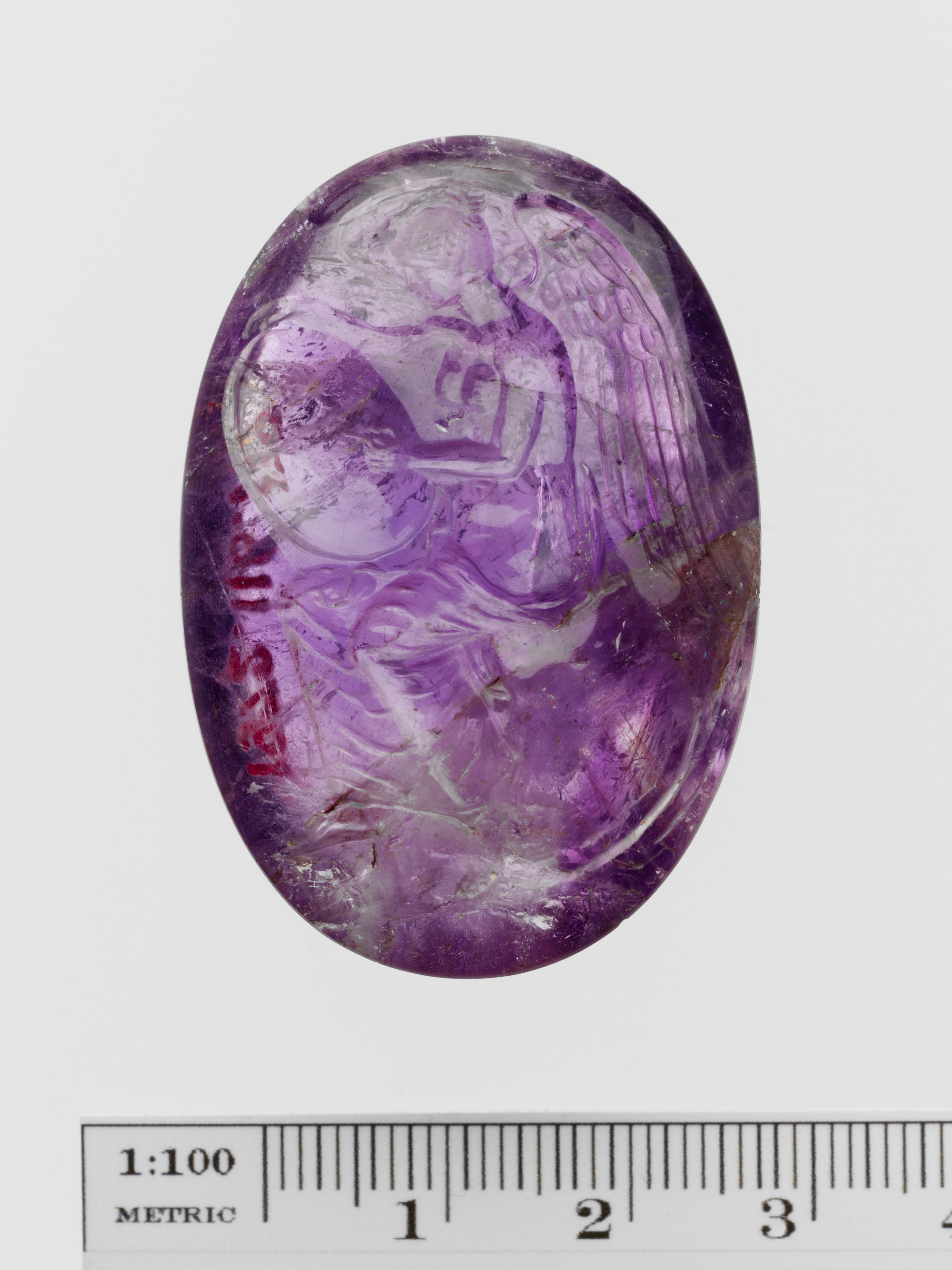
Intaille en améthyste figurant une Victoire écrivant sur un bouclier

## Au Moyen Âge
Durant la période médiévale un grand nombre de camées et d’intailles de facture antique sont réutilisées dans les Ars Sacra.  Dès l’époque carolingienne des exemples apparaissent, le plus emblématique étant la statue reliquaire de Sainte-Foy (comprenant trente-trois camées et trente-et-une intailles antiques). Une pratique étant courante par la suite et tout au long de la période. Au XIIe siècle plusieurs exemples apparaissent dans le trésor de l’abbaye de Saint-Denis. À l’exemple de l’escrain de Charlemagne dont subsiste aujourd’hui le sommet figurant une intaille représentant Julia Titi enchâssée dans une monture en or de réalisation médiévale. Au XIIIe siècle le contexte des croisades ouvre la pratique de la taille sur pierre à de nouvelles perspectives. C’est en effet à cette époque que les artistes vont s’atteler à la gravure sur pierre semi-précieuse et précieuse, et ce au contact des camées et intailles antiques circulant en Europe de manière plus intensive. Il s’agit d’un siècle très riche concernant l’art de la glyptique et ce dans une large partie des foyers artistiques européens. Nous retiendrons la chasse des Rois mages de la cathédrale de Cologne comme exemple emblématique. Réalisée entre 1180 et 1230 et attribuée à l’atelier de Nicolas de Verdun (153x110x220cm, bois de chêne, argent, or, cuivre, émail, pierreries, Cologne, Allemagne). Puis aux XIVe et XVe siècles ce type d’objet apparaît de façon beaucoup plus importante dans les collections princières, notamment celle des Ducs de Berry et d’Anjou.     
Le Moyen Âge est également la période où les intailles vont servir de matrice de sceau. Grâce à leurs motifs gravés en creux, ces objets vont permettre d’imprimer la cire en relief. Ainsi tout au long de la période des pierres de facture antique sont réutilisées notamment comme anneau sigillaire. Elles sont appréciées en raison de la finesse de leurs tailles. À la fois pour le caractère esthétique de l’objet mais également du fait que cela rend l’empreinte de cire impossible à falsifier.  C’est aux XIIe et XIVe siècles que les exemples sont le plus présents, et ce principalement dans les pratiques sigillaires de la noblesse, de la bourgeoisie marchande et des membres ecclésiastiques.  Ce phénomène est visible dans toute l’Europe septentrionale et plus intensément en Normandie, en Flandres et en Grande Bretagne.  Les pierres sont réutilisées comme telles en laissant intacte l’iconographie antique, ou alors sont ajoutés des détails venant compléter la gravure et ainsi transformer le motif. Il est également attesté des pierres gravées de facture médiévale utilisées comme matrice de sceau copiant les motifs antiques les plus répandus. Ainsi dans le cas de la Flandre, de nombreux exemples de ces pierres représentent des profils de têtes humaines, imitant les bustes de profils antiques.  
Dans le monde musulman, les Fatimides d'Égypte entre 909 et 1171 se distinguèrent par leur maitrise de la taille du cristal de roche pour produire des objets, vases, etc. qui sont restés sans rivaux pendant de nombreux siècles. Un certain nombre de ces objets furent exportés vers les royaumes chrétiens d'Europe.

## Italie,XVIeetXVIIesiècles
Si Venise fut le grand centre de la glyptique au XVe siècle, c’est Milan qui prit le relais au XVIe siècle avec en particulier la famille Miseroni, jusqu’en 1633.
La guilde des orfèvres, à Milan au XVIe siècle au moins, incluait aussi les cristalliers, joailliers et médailleurs, les lapidaires (qui taillent et polissent les pierres) et les glyptoglyphes ou lithoglyphes chargés de graver les pierres fines en creux (intailles) ou en  relief (camées). Certains artistes pratiquaient plusieurs de ces activités et nombre de pièces nécessitaient la collaboration de plusieurs métiers. Beaucoup de ces artistes sont également médailleurs : ils gravaient en creux des coins, poinçons, matrices pour réaliser des médailles, méreaux, jetons, et sceaux.
Leurs œuvres sont des objets d’art (vases, coupes, etc) utisant le cristal de roche, le jaspe, le lapis-lazuli et autres pierres fines, des camées et des intailles.
Les Miseroni étaient déjà des orfèvres milanais reconnus au XVe siècle. Leur atelier connut un grand essor avec Gasparo (1518-73) et son frère Girolamo (1522-1584) sans doute formés par leurs oncles, Bernardo et Andrea Longhi de Leucho, également issus d’une famille d’orfèvres. C’est Girolamo qui fit entrer à l’atelier un cristallier et joaillier, Camillo Vignoni.
Les Miseroni furent les fournisseurs, à partir de la seconde moitié du XVIe siècle, de Maximilien II de Habsbourg, de Cosme I de Médicis et de la Maison de Gonzague (Vincenzo I, Ferdinando et Guglielmo, en particulier), puis de Rodolphe II, qui fit venir un fils de Girolamo, Ottavio (1567-1624) vers 1576. Trois de ses frères le rejoignirent : Giovanni Ambrogio, Aurelio et Alessandro (1573 ? -1648) et ils furent tous les quatre anoblis en 1608. Un autel domestique en jaspe dû à Ottavio Miseroni (Prague, vers 1620) fait partie du Trésor impérial (Kaiserliche Schatzkammer, dans le palais de la Hofburg, Vienne).
À la tête de la branche praguoise de la famille succédèrent à Ottavio son fils, Dionisio/Dyonisio, puis son petit-fils, Ferdinando Eusebio (1639-1684). Avec la mort de ce dernier arriva la fin de cette grande dynastie, la branche milanaise, qui avait perdu de son lustre au début du XVIIe, ayant disparu des archives après 1633 (après l’Épidémie de peste en Italie de 1629-1631 et, d’autre part, la Guerre de Succession de Mantoue (1628-1631) avec le sac de la ville en juillet 1630).
D’autres artistes ou familles d’artistes s’illustrèrent : les Scala (Michele Scala travailla une année à Mantoue au service des Gonzague) et, vers 1670 les frères Saracchi (Giovanni, Ambrogio, Stefano et Simone), cristalliers célèbres, fournisseurs des cours européennes et en particulier de celle d’Albert II de Bavière, et qui bénéficièrent du concours d’Annibale Fontana (Milano, 1540 – Milano, 1587).
La première œuvre connue d’Annibale Fontana est un coffret en cristal de roche fabriqué pour le duc Albert V de Bavière, vers 1560-70 (Trésor du Palais de la Résidence, à Munich). Il comporte des plaquettes de cristal sur lesquelles sont gravées des scènes de l'Ancien Testament et qui sont ornées de pierres précieuses (lapis-lazuli, rubis, émeraudes), ainsi que d’émaux d'or. De la même époque datent quelques coins (pour frapper des médailles). En 1570-1572, Fontana vivait à Palerme, travaillant pour le vice-roi de Sicile, Francesco Ferdinando d'Ávalos, dont il exécuta un portrait sur une médaille commémorative. Rentré à Milan, il épousa Ippolita Saracchi, sœur des célèbres cristalliers. On lui doit notamment des pièces en cristal et pierres semi-précieuses telles le Vase en forme de poisson du Walters Art Museum (Baltimore).
D’autres artistes participèrent au rayonnement européen de la glyptique milanaise : 
Valerio Belli  (Vicenza, 1468-Vicenza, 1546) aussi connu sous le nom de Valerio Vicentino. Il réalisa dans les années 1520-1530 un coffre dit coffre Medici comportant 25 planches de cristal de roche gravées de scènes du Nouveau Testament, montées sur argent, que le pape Clément VII offrit à François Ier avec une aiguière en cristal de roche du même artiste (Tesoro dei Granduchi, Palais Pitti, Florence). D’autres œuvres se trouvent à Londres, Vienne et Paris.
Matteo del Nassaro (Verone, 1485–Paris, 1547 environ) orfèvre, musicien et sculpteur, médailleur et graveur (camées). Il fit pour Isabelle d'Este une déposition de croix sur jaspe sanguin où les taches rouges figuraient le sang. François Ier le pensionna comme artiste et musicien.
Jacopo Nizzola aussi connu sous les noms de Jacomo Trezzo ou Jacopo da Trezzo (Trezzo sull'Adda, 1515 – Madrid, 1589) médailleur, graveur (camées) et sculpteur. Il commença sa carrière à Milan au début des années 1530 ; dans les années 1550, il partit pour Madrid auprès de Philippe II d’Espagne. Il fut envoyé en Angleterre en 1554 (mariage de Philippe II et Marie Tudor) et séjourna plusieurs fois en Flandres. En Espagne, il fut sculpteur du roi et conseiller artistique auprès de Philippe II sur le chantier de l'Escurial où il eut pour collaborateurs Pompeo Leoni (Milan, 1533 - Madrid, 1608 – son père était Leone Leoni, 1509-90 sculpteur, graveur, médailleur et glyptoglyphe installé à Milan) et Bautista Comane.
Nizzola laisse des médailles représentant Philippe II d’Espagne ; Jeanne d’Autriche (sa sœur) et Marie Tudor, etc). Il réalisa aussi des œuvres d’orfèvrerie et de joaillerie, et fut tailleur de coins. On lui doit encore des camées (peut-être Le camée « La Fontaine des Sciences » du Cabinet des médailles), intailles, vases à boire, sculptures.
Les Saracchi firent de courts séjours à Munich.

## Autres italiens (XIVe-XVIIe)
- Lorenzo Ghiberti (Florence 1378-1455) fit, comme Sandro Botticelli et beaucoup d’autres à l’époque, son apprentissage dans un atelier d'orfèvre.
- Benozzo Gozzoli œuvra comme orfèvre dans l'atelier de Ghiberti.
- Le Florentin Donatello (v. 1386-1466) travailla dans des ateliers d’orfèvres dans sa jeunesse.
- Pisanello (Pise, v. 1395 - Rome, v. 1455) fut médailleur, peintre et enlumineur : on connaît de lui des médailles représentant Ludovic III de Gonzague ; Jean VIII Paléologue ; Cecilia Gonzaga (Revers : une jeune fille et une licorne ; 1447, Louvre, réf. OA 2874).
- Les Vénitiens Francesco Anichini (après 1449–1526) et ses quatre fils, en particulier Luigi Anichini (it) (v. 1500, mort après 1559). Page en italien sur Luigi. Médailleurs, orfèvres.
- Francesco Marmitta (Parme, 1457-1505)
- Andrea Briosco (Padoue, ~1470 – Padoue, 1532) : sculpteur, médailleur
- Gianmaria Pomedello (1478-1537) fut orfèvre, graveur, médailleur et peintre.
- Giovanni Bernardi (Castel Bolognese, 1494 – Rome, 1553) fut graveur, médailleur et orfèvre. Il laisse notamment des intailles sur cristal de roche, le coffret Farnèse et le ciboire Farnèse. Il est exposé à Ferrare, Rome, Londres, Baltimore, et au Musée Capodimonte de Naples qui abrite la collection Farnèse.
- Le Chypriote Alessandro Cesati (it) (né début XVIe siècle, mort après 1564) médailleur et graveur de pierres précieuses et camées, actif à Rome 1538-1564. Voir page en italien.
- Jean Jacques Caraglio (Vérone, v. 1500/1505 –1565) graveur (cuivre, gemmes, médailles)
- Benvenuto Cellini (Florence, 1500-1571) dessinateur, fondeur, médailleur sculpteur, orfèvre, qui a inspiré l'opéra de Berlioz Benvenuto Cellini
- Pastorino dei Pastorini, 1508 et mort à Florence en 1592, médailleur
- Leone Leoni (1509 – Milan, 22 juillet 1590) sculpteur, graveur et ciseleur de gemmes
- Beaucoup d’artistes ont pris la suite au XVIIe siècle et encore plus au XVIIIe siècle.
- Alessandro Masnago (d) (1560-1620) : Bergère endormie, agate (Sleeping shepherdess in a moonlit landscape, Metropolitan Museum of Art) ; Camée de l’Arche de Noë (Noah’s Ark Cameo, v. 1600), Walters Art Museum
- Francesco Ghinghi (Florence 1689-Naples 1762)

## Conservation des œuvres italiennes XVIe-XVIIe
Florence
La collection d’art des Médicis est aujourd’hui présentée au Tesoro dei Granduchi (Trésor des grands-ducs, anciennement Museo degli Argenti) à Florence. On peut y admirer les pièces suivantes : 
- Valerio Belli : coffre Medici ; aiguière en cristal de roche (cadeaux de Clément VII à François Ier).
- Bernardino Gaffuri, Ovée (ovato) avec vue sur la Place du Grand Duc, 1599-1600
- Gasparo Miseroni (?), coupe en lapis-lazuli pouvant avoir appartenu à Catherine de Médicis. (Peut-être au musée minéralogique, voir plus bas)
- Frères Saracchi : Œuvres en jaspe ; vases zoomorphes (héron) en cristal de roche. Fontaine de table (Fontana da tavola) en forme de nef, vers 1589, avec deux scènes de l'ancien testament (Récolte de la manne; Moïse frappant la roche) créée pour le mariage de Ferdinand I avec Cristine de Lorraine.

Toujours au Palais Pitti, mais dans la Galleria Palatina : 
- Giovanni delle Corniole (v. 1470-v. 1516), Camée en cornaline (Portrait de Savonarole, avant 1502[13])

Au Museo di storia naturale, sezione di mineralogia e litologia : 
- Gasparo Miseroni, coupe en lapis-lazuli, 1566

Naples
Le Musée Capodimonte de Naples abrite la collection Farnèse. Beaucoup d’oeuvres, dont : 
- Giovanni Bernardi, Coffret Farnèse (it).

Musée du Prado, Madrid
Le Prado possède depuis 1839 le Trésor du dauphin (es) (fils de Louis XIV) qu’a hérité Philip V en 1711. Œuvres essentiellement milanaises, en cristal de roche et différentes variétés de quartz des Miseroni, de Saracchi, Fontana et non attribuées.
Cabinet des médailles, BnF, Paris
Matteo del Nassaro (Vérone, en France dès 1515) : intaille représentant François Ier, 1515, calcédoine ; camée "Portrait de François Ier en buste" (agate, onyx) créé à Paris vers 1540.
Ottavio Miseroni, camée « Portrait de Rodolphe II de Habsbourg », (Prague, fin 16e siècle) 
Graveurs italiens (?) : camées (en sardonyx pour l’un, cristal de roche et or pour l’autre) et bracelets avec camées sur coquille de Diane de Poitiers.
Nizzola (Jacopo da Trezzo) : intaille "Philippe II d'Espagne et son fils Don Carlos", topaze et or émaillé
Musée du Louvre, Paris
On y trouve notamment ce qu’il reste de la collection de Louis XIV. Cette liste est à compléter.
- Denon 1er étage (Galerie d'Apollon, salle 66) : neuf œuvres des Miseroni, essentiellement d’Ottavio, en jaspe (comme la nef portant le chiffre de Rodolphe II, 1608) ou agate, or émaillé et émeraudes. S’y ajoutent une aiguière et une nef, toutes deux en cristal de roche (fin XVIe siècle, atelier Miseroni de Milan). Plusieurs oeuvres des Saracchi. Beaucoup d’œuvres de Giovanni Battista METELLINO (Milan fin XVIIe siècle).
- Richelieu 1er étage (Salle Adolphe de Rothschild, salle 25), œuvres de Valerio Belli, Tempesta, œuvres italiennes maniéristes non attribuées); Salle 13 « Della Torre » : Valerio Belli (plaquettes de cristal de roche gravées de scènes mythologiques et historiques. Médailles avec portraits).
Londres
- Au Victoria and Albert Museum : nombre d’œuvres de Valerio Belli (baiser de paix en bronze et lapis-lazuli ; médailles). De Francesco del Tadda, Portrait en relief de Cosme I (porphyre et serpentine). Le Kimbolton Cabinet (en) présente des tableaux "peints" en pierres dures dus à Baccio Cappelli (mort vers 1751).
- Au British Museum : nombreuses œuvres de Giovanni Bernardi (Intaille “The Punishment of Tityos”, cristal de roche; diverses œuvres des Miseroni; autres œuvres italiennes ou milanaises.
- A la Wallace Collection : Giovanni Ambrogio Miseroni (tazza en quartz fumé, créée pour Rodolphe II, vers 1600-1607) ; Jacopo da Trezzo (médaille représentant Mary I, reine d’Angleterre, 1554) ; autres pièces italiennes.

Vienne
Le Kunstkammer (Cabinet d'Art), du Musée d'histoire de l'art de Vienne regroupe des oeuvres issues des collections de Rodolphe II : 152 œuvres dues à différents membres de la famille Miseroni surtout de la branche praguoise, mais aussi venues de Milan pour certaines. S’y ajoutent quinze œuvres de Saracchi et quatre d’Annibale Fontana. De Domenico Dei Cammei (actif à partir de 1500 environ), un camée en onyx représentant Ludovico Maria Sforza, 1495-97. Enfin, de Valerio Belli, une série de camées représentant des scènes de gigantomachie.
Allemagne
A Munich, au Trésor de la Résidence : de Fontana, pièce en cristal avec des scènes de la vie de Jason ; de Saracchi : nef sculptée (scènes bibliques et autres). De Gasparo Miseroni, une coupe en lapis-lazuli de 1566.
Au Landesmuseum Württemberg de Stuttgart, conque de jade de l’atelier de Girolamo Miseroni, Milan, 1590-1600.
Une (ou plusieurs) oeuvres, semble-t-il, au Museum Schnütgen de Cologne.
Baltimore
Le Walters Art Museum présente des pieces dues à Annibale Fontana (Plaquette avec Hercule attaquant l’hydre de Lerne ; autre plaquette avec Hercule et Achéloüs. A Giovanni Bernardi (Bataille de Pavie, et La chute de Phaéthon, cristal de roche, commandées par le cardinal Hippolyte de Médicis, datée d’environ 1531-35 ; Le Christ présenté à Pilate, plaquette en cristal de roche destine au cardinal Alexandre Farnèse, 1547.
County Museum of Art, Los Angeles
Série de médailles dues à Leone Leoni
Metropolitan Museum of art 
Oeuvres d'Alessandro Masnago; Ottavio Miseroni; Leone Leoni et autres œuvres italiennes de la même époque (et postérieures).

## En France
En France, l'un des glypticiens les plus célèbres est Jacques Guay, sculpteur favori de Madame de Pompadour.
Aujourd’hui en France, il n’existe plus de formation spécifique en glyptique. L’atelier de gravure sur pierres fines de l’Ecole nationale supérieure des Beaux-arts de Paris (ENSBA), qui décernait un diplôme supérieur d’art plastique dans cette discipline, a fermé ses portes en 1995. Depuis cette date, aucun enseignement national n’est dispensé.

## Réalisation
- En réponse à une commande, un dessin du motif à graver est tout d'abord réalisé.
- Vient ensuite le choix de la pierre.
- Puis une maquette est réalisée à la même échelle ou un peu plus grand, en cire ou en plastiline.
- La réalisation de l'œuvre peut alors débuter, à travers des étapes (fabrication des outils spéciaux...)et des techniques (gravure, sculpture...) diverses et complexes.